# Makoszyn
Makoszyn is een plaats in het Poolse district  Kielecki, woiwodschap Święty Krzyż. De plaats maakt deel uit van de gemeente Bieliny en telt 750 inwoners.